# Теодор Борман
Теодор Борман (нім. Theodor Bormann; 1860, Вегелебен, Пруссія — 1903, Німецька імперія) — німецький державний службовець, відомий як батько Мартина Бормана, який став одним із найближчих соратників Адольфа Гітлера, та Альберта Бормана, адміністративного працівника в уряді Третього Рейху.

## Біографія
Теодор Борман народився у 1860 році в містечку Вегелебен, що входило до складу Пруссії. Він працював трубачем у військовому оркестрі, але його демобілізували, і він став працювати поштовим службовцем у Гальберштадті. Його дід володів каменярнею.
Був одружений з Антонією Бернгардиною Менонг. У подружжя народилося двоє синів: Мартін Борман (1900—1945), який згодом став головним секретарем Гітлера, та Альберт Борман (1902—1989), який також працював у нацистській адміністрації, але не відігравав такої важливої ролі, як його старший брат.
Теодор помер у 1903 році, коли його синам було 3 і 1 рік. Антонія пізніше вийшла заміж за банкіра Альфонса Зомбека (нім. Alfons Sombek;, що покращило матеріальний стан сім'ї.